# Platysaurus monotropis
Platysaurus monotropis är en ödleart som beskrevs av  Jacobsen 1994. Platysaurus monotropis ingår i släktet Platysaurus och familjen gördelsvansar. Inga underarter finns listade i Catalogue of Life.